# Frontera entre Algèria i el Níger
La frontera entre Algèria i el Níger és la línia fronterera, de traçat est-oest, al Desert del Sahara, és hereu de la colonització francesa i separa el sud d'Algèria (wilayes d'Illizi i Tamanrasset) del nord-oest del Níger (regió d'Agadez) a l'Àfrica Septentrional. Té 951 km de longitud

## Història
El traçat finalment va ser aprovat per la ratificació del costat algerià el 28 de maig de 1983 de la convenció d'amollonament entre els dos països, signat el 5 de gener de 1983 per Brahim Aissa, ambaixador algerià a Niamey, i el president nigerí Seyni Kountché.
- La primera línia de la frontera entre Algèria i els seus veïns del sud data del 7 d'abril de 1905,[3] que no era un tractat internacional pròpiament dit sinó una convenció de delimitació dels territoris francesos signat entre el Ministre de colònies Stephen Clémentel (que representa l'Àfrica Occidental Francesa) i el ministre de l'Interior, Eugène Étienne (que representava els Departaments francesos d'Algèria, i també diputat per Orà). La divisió administrativa es duu a terme seguint informes dels coronels Lapérinne i Ronget.
- El 20 de juny de 1909 fou signada la convenció de Niamey que modifica el traçat de la frontera. L'acord fou corregit el 16 d'agost de 1909, Algèria recupera part de Tassili n'Ajjer i In Guezzam en particular. L'acord va ser aprovat per una decisió del President (Aristide Briand), el 16 d'agost de 1911.[4]

## Traçat
La frontera algeriano-nigeriana està marcada per 12 mollons al llarg dels seus 951 km.seguint tres línies rectes. entre punts geogràfics 4° 16 0' 0 Est - 19° 8 44' 0 Nord i 11° 59 54' 60 Est - 23° 30 54' 0 Nord.
- Comença al trifini entre l'Algèria, Mali i el Níger per partir en direcció Nord-Est uns 165 km fins a la Carretera Nacional 1, 15 km al sud d'In Guezzam.
- Després d'una altra línia a 230 km fins a un punt situat a tres quilòmetres al nord dels pous d'In Azaoua.
- Finalment, continua al llarg d'una tercera línia recta de 560 quilòmetres pel trifini entre Algèria, el Níger i Líbia al nivell del massís de Gharat Dhireout El Djmel al parc nacional de Tassili N'Ajjer.